# Gieorgij Rudow
Gieorgij Aleksiejewicz Rudow (ros. Гео́ргий Алексе́евич Ру́дов, ur. 1 maja 1939 we wsi Siergiejewka w obwodzie szymkenckim w Kazachskiej SRR, zm. 14 listopada 2021) – radziecki i rosyjski dyplomata.

## Życiorys
Ukończył Kazachski Instytut Technologiczny, Akademię Nauk Społecznych przy KC KPZR i Akademię Dyplomatyczną Ministerstwa Spraw Zagranicznych ZSRR, od 1980 pracował w dyplomacji. W latach 1980–1986 był konsulem generalnym ZSRR w Krakowie, od 9 października 1990 do 6 kwietnia 1993 ambasadorem nadzwyczajnym i pełnomocnym ZSRR/Rosji w Laosie, a od 14 stycznia 1997 do 14 sierpnia 2002 ambasadorem nadzwyczajnym i pełnomocnym Rosji w Kirgistanie, później doradcą Centrum Wspólnoty Niepodległych Państw Instytutu Aktualnych Problemów Międzynarodowych Akademii Dyplomatycznej MSZ Rosji. Doktor nauk politycznych, kandydat nauk filozoficznych, profesor, akademik Akademii Nauk Pedagogicznych i Społecznych w Moskwie.

## Odznaczenia
- Order Czerwonego Sztandaru Pracy
- Order „Znak Honoru”
- Order „Danaker” (Kirgistan)